# Flamur Tahiraj
Flamur Tahiraj (Albania, 3 de agosto de 1986) es un exfutbolista kosovar nacionalizado suizo. Jugaba de portero. Actualmente es entrenador de porteros del FC Aarau suizo.

## Clubes
| Club            | País  | Año         |
| --------------- | ----- | ----------- |
| SC Kriens       | Suiza | 2004 - 2009 |
| FC Schaffhausen | Suiza | 2009 - 2011 |
| FC Wohlen       | Suiza | 2011 - 2018 |